# Todo de ti
Todo de ti è un singolo del cantante portoricano Rauw Alejandro, pubblicato il 20 maggio 2021 come secondo estratto dal secondo album in studio Vice versa.
È stato candidato in tre categorie ai Latin Grammy, tra cui quella alla registrazione dell'anno.

## Promozione
Alejandro ha eseguito il brano per la prima volta in televisione al Kelly Clarkson Show.

## Video musicale
Il video musicale, diretto da Marlon Peña, è stato reso disponibile in concomitanza con l'uscita del brano.

## Tracce
Testi e musiche di Raúl Alejandro Ocasio Ruiz "Rauw Alejandro", Eric Pérez Rovira "Eric Duars", José M. Collazo, Luis J. González "Mr. NaisGai" e Rafael E. Pabón Navedo "Rafa Pabon".
Download digitale
1. Todo de ti – 3:22

Download digitale – Summer Remix
1. Todo de ti (con Caleb Calloway) (Summer Remix) – 5:10

## Formazione
- Rauw Alejandro – voce, produzione
- Carlos Orlando Navarro – chitarra, arrangiamento
- Eric Pérez Rovira "Eric Duars" – produzione esecutiva
- Luis J. González "Mr. NaisGai" – produzione
- Sensei Sound – mastering
- José M. Collazo "Colla" – missaggio, registrazione

## Classifiche

### Classifiche settimanali
| Classifica (2021-22)  | Posizione massima |
| --------------------- | ----------------- |
| Argentina             | 1                 |
| Bolivia               | 19                |
| Canada                | 91                |
| Colombia              | 1                 |
| Costa Rica            | 1                 |
| Ecuador               | 23                |
| El Salvador           | 1                 |
| Francia               | 74                |
| Grecia                | 81                |
| Irlanda               | 90                |
| Italia                | 42                |
| Lituania              | 64                |
| Messico               | 1                 |
| Panama                | 1                 |
| Paraguay              | 21                |
| Perù                  | 1                 |
| Portogallo            | 23                |
| Repubblica Dominicana | 1                 |
| Spagna                | 1                 |
| Stati Uniti           | 32                |
| Svizzera              | 44                |

### Classifiche di fine anno
| Classifica (2021) | Posizione |
| ----------------- | --------- |
| El Salvador       | 4         |
| Portogallo        | 93        |
| Spagna            | 1         |
| Stati Uniti       | 100       |
| Svizzera          | 90        |
| Uruguay           | 4         |
| Classifica (2022) | Posizione |
| Paraguay          | 60        |
| Spagna            | 31        |